# بالمدی
بالمدی (به انگلیسی: Balmedie) یک روستا در بریتانیا است که در آبردین‌شایر واقع شده‌است. بالمدی ۱٬۶۵۳ نفر جمعیت دارد.